# Фјорентини (Салерно)
Фјорентини је насеље у Италији у округу Салерно, региону Кампанија.
Према процени из 2011. у насељу је живело 34 становника. Насеље се налази на надморској висини од 44 м.